# Tessel Middag
Tessel Middag (Amsterdam, 23 december 1992) is een Nederlands voetbalster die uitkomt als middenvelder voor Wellington Phoenix FC in de A-League Women. Voordat zij getroffen werd door twee opeenvolgende ernstige knieblessures in 2017 en in 2018 kwam Middag 44 keer uit voor het Nederlands elftal.

## Clubcarrière
Op 2 september 2011 maakte Tessel Middag haar debuut in de Eredivisie voor ADO Den Haag. In de met 8-0 gewonnen uitwedstrijd tegen FC Zwolle scoorde ze tevens haar eerste doelpunt in de eredivisie. In haar debuutseizoen won ze met ADO Den Haag de dubbel. Na afloop van het seizoen maakte Middag de overstap naar het nieuw opgerichte vrouwenteam van Ajax. Na vier seizoenen bij Ajax maakte ze de stap naar het buitenland. Na een verblijf in Engeland (Manchester City en West Ham United F.C.) en Italië (Fiorentina), verhuisde ze met ingang van het seizoen 2021/22 naar Rangers in de Schotse competitie. In 2022 verlengde ze haar contract in Glasgow. In 2025 ging Middag een dienstverband bij het Nieuw-Zeelandse Wellington Phoenix FC aan.

## Interlandcarrière
Tessel Middag debuteerde voor het A-elftal van Nederland in een oefenwedstrijd tegen Frankrijk op 15 februari 2012. Ze nam met het Nederlands elftal deel aan het wereldkampioenschap in Canada in 2015.

## Blessures
Twee opeenvolgende kruisbandblessures aan haar linkerknie hebben een grote invloed gehad op de voetbalcarrière van Tessel Middag. Op 7 mei 2017 liep ze in een competitieduel van Manchester City een blessure op aan haar kruisband. Ze maakte op dat moment deel uit van de selectie van het Nederlands elftal voor het Europees Kampioenschap in de zomer van 2017, maar moest door haar blessure afhaken. "Dit was het ergste wat me op dat moment kon overkomen. Ik was er zo graag bij geweest deze zomer. Zeker omdat het EK in eigen land was." Iets meer dan een jaar later, in juni 2018, maakte ze zich op voor een terugkeer in het Nederlands Elftal, maar blesseerde zich tijdens een training in Zeist aan dezelfde knie. De mentale klap kwam de tweede keer iets minder hard aan. "Ik wist meteen dat het wereldkampioenschap [in 2019] onhaalbaar zou zijn, waardoor ik meer tijd had me daarop in te stellen. De manier die ik vond om toch deel uit te maken van het WK was om commentator te zijn op de Nederlandse televisie en voor één wedstrijd ook op de Duitse televisie." Het blessureleed leverde haar het inzicht op om alle kansen te grijpen die zich in haar voetbalcarrière voordoen. "Ik weet nog goed dat de conditietrainer van West Ham, die me begeleidde in de laatste fase van mijn tweede revalidatie, zei: Tessel, die blessures hebben twee jaar van je carrière afgesnoept, jij moet zo lang mogelijk blijven voetballen. Zolang ik het leuk blijf vinden natuurlijk."

## Historica
Tessel Middag studeerde geschiedenis aan de Universiteit van Amsterdam. In haar bachelorscriptie behandelt ze de ontwikkeling van het vrouwenvoetbal in Nederland vanaf het eind van negentiende eeuw tot
aan het begin van de Tweede Wereldoorlog. Ze beschrijft hoe deze ontwikkeling samenhangt met ideeën over de rol van de vrouw in de maatschappij.

## Statistieken
| Seizoen | Club                 | Land      | Competitie          | Wedstrijden | Doelpunten |
| ------- | -------------------- | --------- | ------------------- | ----------- | ---------- |
| 2011/12 | ADO Den Haag         | Nederland | Eredivisie          | 18          | 10         |
| 2012/13 | Ajax                 | Nederland | Women's BeNe League | 28          | 1          |
| 2013/14 | Ajax                 | Nederland | Women's BeNe League | 21          | 8          |
| 2014/15 | Ajax                 | Nederland | Women's BeNe League | 23          | 1          |
| 2015/16 | Ajax                 | Nederland | Eredivisie          | 22          | 5          |
| 2016    | Manchester City      | Engeland  | WSL                 | 8           | 0          |
| 2017    | Manchester City      | Engeland  | WSL                 | 2           | 0          |
| 2017/18 | Manchester City      | Engeland  | WSL                 | 1           | 0          |
| 2018/19 | West Ham United F.C. | Engeland  | WSL                 | 0           | 0          |
| 2019/20 | West Ham United      | Engeland  | WSL                 | 13          | 0          |
| 2020/21 | ACF Fiorentina       | Italië    | Serie A             | 18          | 2          |
| 2021/22 | Rangers              | Schotland | SWPL                | *           | *          |
| 2022/23 | Rangers              | Schotland | SWPL                | *           | *          |
| 2023/24 | Rangers              | Schotland | SWPL                | *           | *          |
| 2024/25 | Rangers              | Schotland | SWPL                | 25          | 2          |

Laatste update 18 juni 2025

* Van de Schotse competitie zijn geen systematische gegevens beschikbaar. Bij de verlenging van Middags contract in juli 2022 meldde Rangers dat zij in het afgelopen seizoen in het totaal 30 wedstrijden gespeeld had.

## Erelijst
ADO Den Haag
- Eredivisie: 2011/12
- KNVB beker: 2011/12

 Ajax
- KNVB beker: 2013/14

 Manchester City
- FA Women's Super League: 2016
- FA Women's League Cup: 2016
- Women's FA Cup: 2017

 Rangers
- Scottish Women's Premier League: 2021/22